# 6583 Destinn
A 6583 Destinn (ideiglenes jelöléssel 1984 DE) a Naprendszer kisbolygóövében található aszteroida. Antonín Mrkos fedezte fel 1984. február 21-én.